# David Jacob van Lennep (1896-1982)
David Jacob (D.J.) van Lennep (Flims, 28 december, 1896 - Utrecht, 9 april 1982) was een Nederlands psycholoog, hoogleraar psychotechniek aan de Universiteit Utrecht en oprichter en eerste directeur van de Nederlandse Stichting voor Psychotechniek. 
Van Lennep is bekend als psycholoog voor zijn werk op het gebied van werving en selectie. Hij geniet ook enige bekendheid als illustrator en amateurtekenaar.

## Levensloop
Van Lennep werd geboren in Flims, Zwitserland in 1896 als zoon van jhr. Jan Willem van Lennep, predikant in Loenen, en Françoise Caroline Gunning. Na afronding van het gymnasium in Haarlem studeerde hij in 1923 af in de theologie aan de Rijksuniversiteit Groningen. Tijdens zijn studietijd was zijn interesse gewekt in de psychologie en had hij stage gelopen bij enige psychiatrische klinieken.
Na zijn afstuderen werd Van Lennep in 1923 aangesteld als directeur van het Gemeentelijke Bureau voor Beroepskeuze te Utrecht. Na grote onenigheid met de gemeenteraad over de invoering van psychotechnieken trad hij af, en richtte met dr. T. Kuiper de Nederlandse Stichting voor Psychotechniek op in Utrecht. Van Lennep werd aangesteld als eerste directeur. Dit instituut wordt gezien als het eerste sociaal-wetenschappelijk adviesbureau in Nederland, en richtte zich vooral op de personeelsselectie. Hierbij heeft Van Lennep een belangrijke bijdrage geleverd aan de opkomst van de psychotechniek in Nederland. Zijn Four Picture Test (1930) genoot veel belangstelling in de Verenigde Staten. 
In 1948 promoveerde Van Lennep aan de Universiteit van Utrecht bij de psychiater Henricus Cornelius Rümke op het proefschrift "Psychologie van projectieverschijnselen". Hij liet zich inspireren door de Duitse filosoof en psycholoog Paul Helwig (1893-1963), die in de tweede druk van zijn boek 'Karakterologie' het paardenkwadrant introduceerde. Van Lennep paste dit toe onder het label van 'complementariteit'. Dit vormde voor hem een hulpmiddel om het succes van topmanagers in het bedrijfsleven te kunnen beoordelen. Hij introduceerde de term 'helicopterperspectief'. 
In 1949 volgde een aanstelling als buitengewoon hoogleraar psychotechniek aan de Universiteit van Utrecht, waarbij hij de inaugurele rede sprak getiteld "Gewogen-bekeken-ontmoet in het psychologisch onderzoek". Een detail hierbij was dat bij deze aanstelling Adriaan de Groot gepasseerd werd, die zijn ervaring op dit gebied had opgedaan bij het Psychologisch Instituut van Jacob Luning Prak.

### Familie
Prof. jhr. dr. D.J. van Lennep was lid van de familie Van Lennep en een betachterkleinzoon van zijn naamgenoot prof. mr. David Jacob van Lennep (1774-1853). 

## Publicaties
- 1935. Psychotechniek : catalogus van de inzending van de Nederl. Stichting voor Psychotechniek, op de tentoonstelling op het gebied van middelbaar en voorbereidend inderwijs. Met T. Kuiper.
- 1948. Psychologie van projectieverschijnselen. Proefschrift Universiteit Utrecht.
- 1949. Gewogen-bekeken-ontmoet in het psychologisch onderzoek. Inaugurele rede Utrecht. 's-Gravenhage : Nijhoff.
- 1949. Psychotechniek als kompas voor het beroep : een overzicht van methoden en toepassing van de psychotechniek. Met H.E. Krijgsman. Utrecht : De Haan.
- 1958. Gebruik en misbruik van de psychologie. Met Hans Eysenck. Utrecht : Spectrum